# Bromélias (Timóteo)
Bromélias é um bairro do município brasileiro de Timóteo, no interior do estado de Minas Gerais. Localiza-se no distrito-sede, estando situado na Regional Norte. Segundo o censo demográfico de 2022, realizado pelo Instituto Brasileiro de Geografia e Estatística (IBGE), sua população era de 2 722 habitantes e havia 1 150 domicílios particulares permanentes ocupados.
De acordo com o IBGE, em 2010 a população era de 2 792 habitantes e havia 942 domicílios particulares.

## História e descrição
O surgimento do bairro está relacionado à construção da antiga vila operária da Acesita (atual Aperam South America), para atender aos trabalhadores da empresa, instalada em Timóteo na década de 1940. A área, perto da usina, abrigou algumas das primeiras moradias construídas pela empresa na cidade. Na divisa com o Timotinho também foi instalada uma olaria que servia ao núcleo industrial. Entretanto, o projeto urbanístico do Bromélias, concebido pelo engenheiro Romeu Duffles Teixeira, foi entregue em 1953.
O bairro apresenta um traçado urbano parecido com o do São Cristóvão, mas, assim como este, teve seus quarteirões menores do que o projetado. Apesar de não ter sido construído igual o previsto, manteve-se a intenção de ser estruturado a partir de uma via principal. As casas eram padronizadas e simples, porém distribuídas em terrenos grandes e cercadas de jardins, enquanto que as calçadas eram gramadas. Dentro da hierarquia da Acesita, foi destinado aos trabalhadores em padrão intermediário. Os serviços de água e esgoto começaram a ser construídos pela empresa, mas foram concluídos pela administração municipal.
Situado na região norte da cidade, consolidou-se como um bairro residencial próximo ao Centro-Norte, região mais desenvolvida do município. A densidade demográfica de seu núcleo urbano é alta. Dentre os moradores, a predominância é de população de médio a alto poder aquisitivo. O Bromélias possui escolas da rede pública, que são a Escola Estadual Capitão Egídio Lima e a Escola Municipal Infantil Cecília Meireles. Vizinho à malha urbana está localizada a Biquinha, uma área de mata em um morro que divide o Bromélias do Cachoeira do Vale.